# نانسی لاینز
نانسی لاینز (انگلیسی: Nancy Lyons؛ زادهٔ ۱۲ آوریل ۱۹۳۰) شناگر اهل استرالیا بود.
وی در مسابقات کشوری و بین‌المللی در مجموع برندهٔ ۱ مدال نقره شده‌است.